# Автокритика
Автокритика — самокритика, висловлювання письменника про власну творчість чи про окремі твори на зустрічах з читачами, в пресі, в листах, у передмовах або післямовах до творів.
Як правило, автори розповідають про задуми, особливості праці над твором, відповідають на критичні закиди, рідше оцінюють твір загалом чи визначають його місце в літературі (див.: Епістолярна критика).
Автокритика — один із виявів самокритики, що широко практикувалася в 1930—1940-ві у колишньому СРСР як визнання письменниками своїх «помилок», «ідеологічних збочень» і прилюдне покаяння.
Автокритика, хоч і не позбавлена суб'єктивізму, допомагає дослідникам і читачам осягнути своєрідність твору і літературної праці.
До Автокритики часто вдаються Павло Загребельний, Роман Іваничук та ін. її елементи простежуються в мемуарах (Улас Самчук, Юрій Смолич та ін.), літературно-критичних працях, написаних у період радикальних суспільних змін (С. Крижанівський, Л. Новиченко та ін.).
В російській літературі прикладами автокритики є Гончаров, «Лучше поздно, чем никогда»; Тургенєв, «По поводу „Отцов и детей“»; Толстой Л., «Несколько слов по поводу книги „Война и мир“»; Гоголь, Чотири листи до різних людей з приводу «Мертвых душ» тощо.